# 116.ª Brigada Mixta (Ejército Popular de la República)
La 116.ª Brigada Mixta fue una unidad del Ejército Popular de la República que participó en la Guerra Civil Española. Perteneciente a la 25.ª División, durante la contienda llegó a actuar en diversos frentes.

## Historial
En marzo de 1937 se creó en Cieza una brigada con la numeración 116.ª, aunque tuvo una corta existencia.
El 28 de abril de 1937 se creó en el frente de Aragón la 116.ª Brigada Mixta como una unidad de la 25.ª División del XII Cuerpo de Ejército. Estaba formada por milicianos anarquistas de la CNT-FAI procedentes del antiguo 1.er Regimiento de la división «Jubert», cuya militarización dio lugar a la 25.ª División. En el mes de junio la brigada participó en la ofensiva de Huesca, logrando la ocupación de algunas posiciones enemigas —si bien la ofensiva general fracasó—.
A finales de agosto, de cara a la ofensiva de Zaragoza, pasó a formar parte de la Agrupación «D» que mandaba Juan «Modesto». El 24 de agosto la unidad se situó en la zona de Quinto para participar en el cerco a Codo. En el asalto a esta localidad la 116.ª BM luchó junto a la 32.ª Brigada Mixta, debiendo enfrentarse a efectivos carlistas pertenecientes al Tercio de Montserrat. Unos días después, el 28, conquistó la posición de «La Novia del Viento», punto clave para la conquista de Belchite.
En el mes de diciembre la 116.ª BM fue enviada junto al resto de la división al frente de Teruel, para participar en una nueva ofensiva republicana. Para el día 18 se encontraba combatiendo en el Cementerio Viejo y en la Ermita de Santa Bárbara. Al día siguiente avanzó hasta situarse a un kilómetro del casco urbano turolense. El 21 de diciembre logró finalmente ocupar el Cementerio Viejo, si bien la resistencia franquista continuaría durante dos días más en las posiciones de la Ermita de Santa Bárbara y «El Mansueto». El 1 de enero de 1938 consiguió, junto al resto de la 25.ª División, restablecer las líneas republicanas tras una contraofensiva franquista.
El 10 de marzo, tras el comienzo de la ofensiva franquista en el frente de Aragón, hubo de trasladarse apresuradamente al sector de Alcorisa y más adelante a la zona de Andorra, localidad que perdería a manos de las unidades franquistas. Más adelante tomaría parte en la campaña de Levante. Hacia el 28 de abril la brigada se encontraba situada en la zona de Ejulve-Villarluengo, si bien con posterioridad (12 de mayo) hubo de retroceder hacia Albocácer. Para el 21 de julio se encontraba en la línea XYZ.
La 116.ª BM permanecería inactiva en el frente de Levante hasta el final de la guerra, en marzo de 1939.

## Mandos
Comandantes
- Mayor de milicias Jesús Boada Bayardi;
- Mayor de milicias Ramón Dalmau Juliá;

Comisarios
- Luis Díez Pérez de Ayala, del PCE;
- Francisco Meroño Martínez, de la CNT;
- Benito Álvarez;